# Nasr athletic Hussein Dey
Cet article concerne le club omnisports. Pour la section basket-ball, voir Nasr athletic Hussein Dey (basket-ball). Pour la section football, voir Nasr Athletic Hussein Dey (football). Pour la section volley-ball, voir Nasr athletic Hussein Dey (volley-ball).
Le Nasr Athletic Hussein Dey (en arabe : النصر الرياضي لحسين داي), plus couramment abrégé en NA Hussein Dey ou encore en NAHD, est un club omnisports algérien fondé le 15 juin 1947 (Séction football), et basé dans le quartier de Hussein Dey dans la Wilaya d'Alger.

## Historique
Aux premières années de l'indépendance de l'Algérie, le NAHD fut un des grands clubs omnisports algériens. Les disciplines suivantes y étaient pratiquées : football, handball, basket-ball, volley-ball, boxe et cyclisme. 
En particulier, la section de volley-ball a remporté quasiment tous les titres dans les années 1970, grâce notamment à des joueurs comme Benazzouz, Benyellès ou encore les sœurs Kassoul.

## Sections actuelles
- Football
- Volley-ball
- Basket-ball
- Handball
- Boxe
- Boule

### Logos

Historique des logos du NAHD
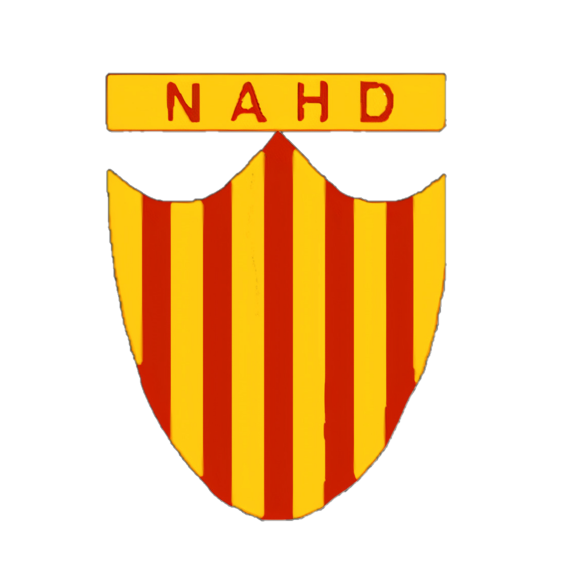
Logo du NAHD à sa création (1947-1977)
Ancien logo du club a l'époque de la réforme sportive (1977-1987)
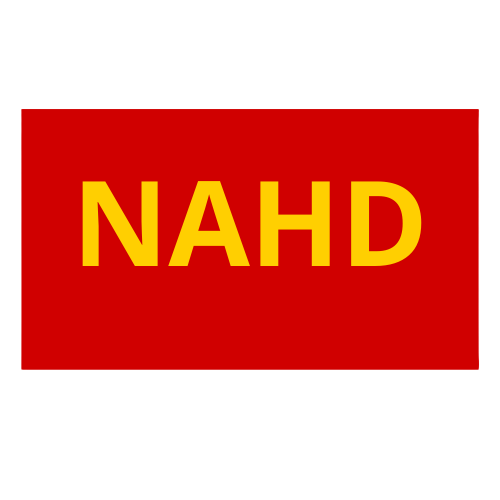
Ancien logo du club (Années 1990)
Ancien logo du club (Années 2000)
Ancien logo du club (2010-2013)
Ancien logo du club (2013-2021)
Ancien logo du club (2022-2023)
Logo actuel du club (Depuis 2023)

### Maillots portés par le club
|  |  |  |  |  |  |  |  |  |  |

## Présidents successifs
- Ali Hantour, en 1947 ;
- Benyoucef Bensiam ;
- Slimane Hoffman ;
- Manaà ;
- Zemmouri Abdsalam ;
- Derbah ;
- Meziane Ighil, en 2000 ;
- Mohamed Khedis ;
- Mourad Lahlou, de 2004 à 2008 ;
- Mohamed Toumi, 2008 à 2009 ;
- Manaâ Ganfoud de juin 2009 à 2013 ;
- Ould Zemirli, de 2013 à 2021 ;
- Kamel Saoudi, de 2021 à 2023.